# Новая Культура
Но́вая Культу́ра — посёлок без постоянного населения в Заводскослободском сельсовете Могилёвского района Беларуси, в 30 км к юго-западу от Могилёва, 10 км от железнодорожной станции Дашковка на линии Могилёв — Жлобин. Рельеф равнинный, на севере и западе граничит с лесом. Транспортные связи по местной дороге через деревню Дубровка и дальше по шоссе Могилёв — Бобруйск. Постоянного населения нет (2007).

## История
Основан в начале 1920-х годов переселенцами с соседних деревень. С 20 августа 1924 года в Досовичском сельсовете Могилёвского района Могилёвского округа (26.7.1930), с 20 февраля 1938 года в Могилёвской области. В 1926 году 8 дворов, 56 жителей. В 1930-е годы поселенцы вступили в колхоз. В Великую Отечественную войну с июля 1941 года до 27 июня 1944 года оккупирован немцами. С 1973 года в Заводскослободском сельсовете. В 1990 году 5 хозяйств, 7 жителей, в составе совхоза «Досовичи» (центр — деревня Досовичи). В 1994 году 1 хозяйство, 1 житель.